# Stålwire
Stålwire (også kaldet ståltov eller stålkabel) er et tov fremstillet af snoet ståltråd. Stålwire findes i meget tynde diametre med utallige anvendelsesformål, eksempelvis til rigningen på lystfartøjer og i tykkere diametre, der bl.a. kan bruges til løft eller træk i taljer og kraner eller til fortøjning samt løftestropper. Det er vigtigt at vælge den korrekte type stålwire til formålet.
En stålwire er fremstillet af enkelttråde som først snoes/slåes om en central tråd til en kordel. Derefter snoes/slåes flere kordeler (ofte 6 eller 8) omkring en kerne (wirehjerte), som enten består af fiber, stål, plastik, hamp, manila, eller jute. Der findes både højre- og venstreslåede stålwirer. Hampehjertet er fyldt med fedt, der trænger ud mellem kordelernes ståltråde og smører wiren. I nogle typer stålwire er kordelerne også forsynet med et hjertegarn eller en ”sjæl” af f.eks. hamp. Dette gør wiren mere smidig. Antallet og tykkelsen på ståltrådene har også betydning for wirens smidighed. Wire med hjerte af stålwire og en yderbeklædning af manila eller sisal kaldes taifunwire. Wire der anvendes til spil har typisk en kordel som kerne så wiren bliver mere resistent overfor at blive ”mast” på tromlen.
Yderligere fremstiller de fleste producenter i dag rotationsfrie og/eller rotationssvage wirer. Disse anvendes på eksempelvis tårnkraner og mobilkraner og hindrer at byrden kommer i rotation under løftet. Det er vigtigt at anvende den samme retning på slåningen som kranen originalt er udrustet med da også rotationssvage og rotationsfri wirer findes i højre- eller venstreslået. Om der skal anvendes en højre eller venstreslået wire afgøres af, hvilken retning sporene på lebustromlen har, og hvor på tromlen wiren bliver befæstiget.
Wirer findes i forskellige overfladebehandlinger: galvaniseret, rustfri, blank eller blank (ubehandlet).